# محطة بيفر فالي للطاقة النووية
محطة بيفر فالي للطاقة النووية هي محطة للطاقة النووية تغطي 1000 فدان (400 هكتار) في مقاطعة بيفر، بولاية بنسلفانيا، بالولايات المتحدة، يتم تشغيل المحطة بواسطة شركة فيرست إينرجي للطاقة النووية.

## نبذة
تحتوي المحطة على مفاعلين مضغوطين من نوع ويستينجهاوس. ومن المتوقع أن تغلق في عام 2021.

## خطر الزلازل
قدرت هيئة التنظيم النووي المخاطر التي تحدث كل عام بسبب الزلزال الشديدة بما يكفي لإحداث أضرار جوهرية للمفاعل في محطة بيفر فالي، حيث قدر المفاعل الأول عند 20,833؛ والمفاعل الثاني عند 45,455؛ وفقا لدراسة هيئة التنظيم النووي التي نشرت في أغسطس 2010.

## محطة فيسينهايم
تم استخدام نموذج محطة بيفر فالي للطاقة النووية كتصميم مرجعي لمحطة فيسينهايم للطاقة النووية في فرنسا.